# زخرفة مغربية

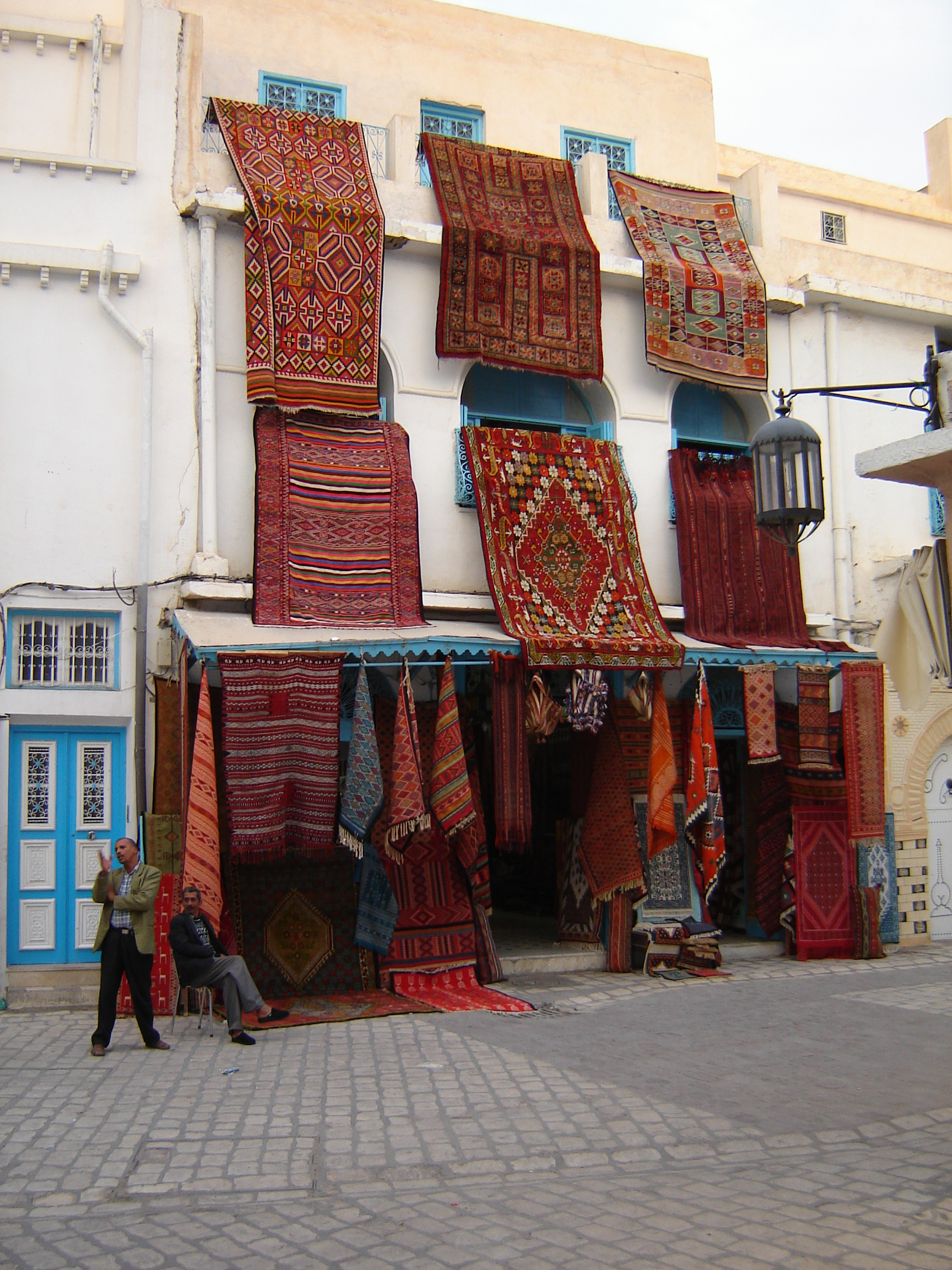
متجر زرابي

الزخرفة المغربية هو اتجاه جديد في الديكور ينبع من العمارة المغربية والهندسة المعمارية المغربية، وقد اشتهر من خلال تجديد الرياض المغربي الأندلسي في مراكش. أصبح الأسلوب المغربي البوهيمي مشهورًا في العقود الماضية مع العديد من المشاهير الذين تبنوا هذا الأسلوب مثل إيف سان لوران. يتميز النمط المغربي من خلال إضافة الفوانيس المغربية التقليدية، والزربية الأمازيغيّة، والبلاط المغربي، والمطبوعات والفنون المغربية.